# Susanna Thompson

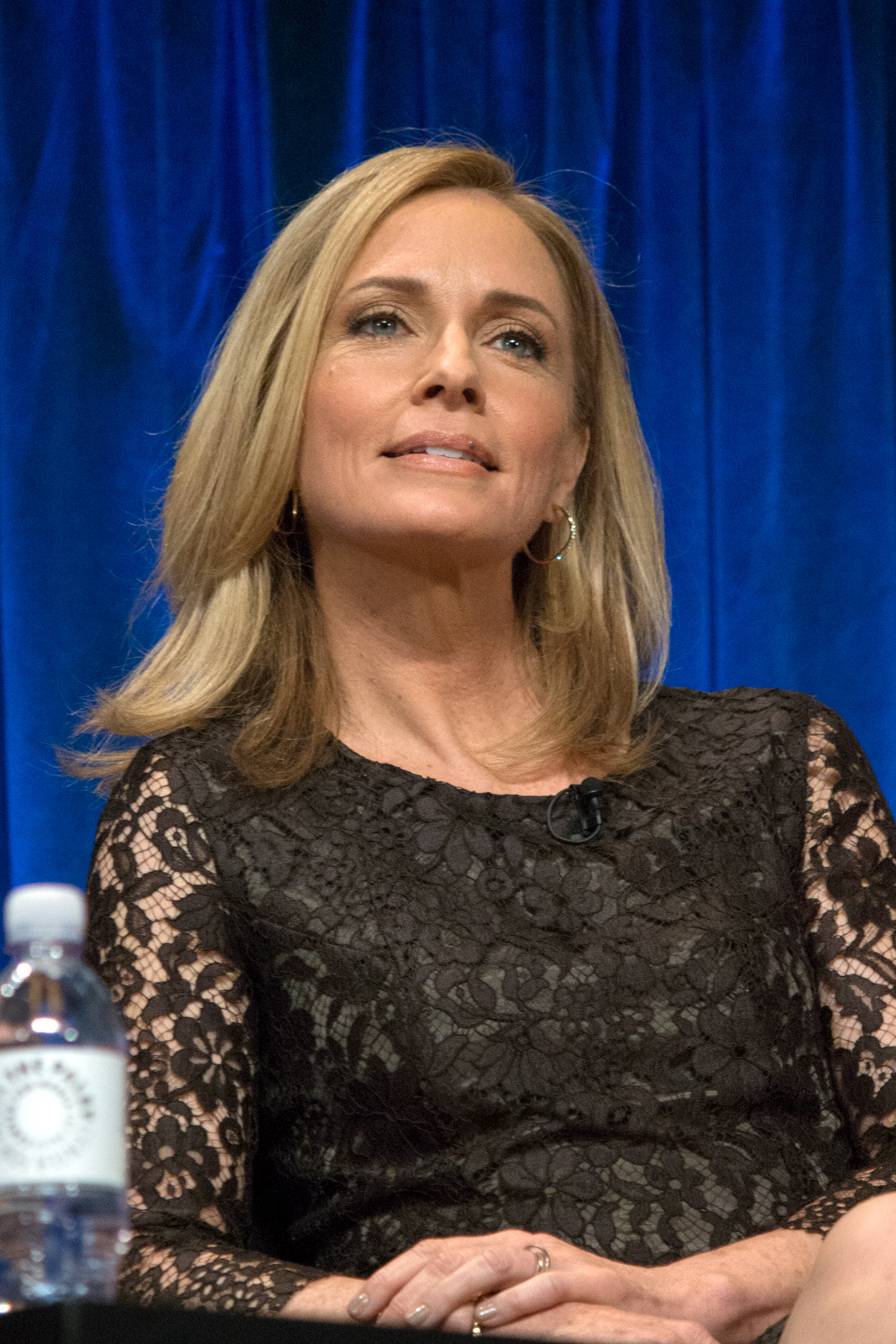
Susanna Thompson (2013)

Susanna Thompson (* 27. Januar 1958 in San Diego, Kalifornien) ist eine US-amerikanische Schauspielerin. Sie ist hauptsächlich bekannt für ihre Fernsehrollen, darunter verschiedene Rollen innerhalb des Star-Trek-Universums.

## Leben
Bekannt ist Thompson auch für die Rolle der Karen Sammler in der Serie Noch mal mit Gefühl. Daneben spielte Thompson eine wiederkehrende Rolle als die Borg-Königin in der Fernsehserie Star Trek: Raumschiff Voyager. Thompson übernahm die Rolle, da die erste Darstellerin der Borgkönigin, Alice Krige, die Rolle für die Voyager-Folgen abgelehnt hatte. Für die finale Folge von Voyager, „Endspiel“, konnte Thompson wegen ihrer Arbeit für Noch einmal mit Gefühl die Rolle nicht darstellen, so dass Krige übernahm. In Raumschiff Enterprise: Das nächste Jahrhundert hatte Thompson in zwei Folgen jeweils verschiedene Rollen inne.
In der Folge Wiedervereinigt der Serie Star Trek: Deep Space Nine von 1995 zeigte sie zusammen mit Terry Farrell einen der ersten gleichgeschlechtlichen Küsse der US-Fernsehgeschichte, die Folge wurde darum in einigen US-Staaten zunächst nicht ausgestrahlt.
2006 und 2007 war Thompson in einer wiederkehrenden Rolle als Army Lt. Col. Hollis Mann in der Serie Navy CIS an der Seite von Mark Harmon zu sehen. In der Fernsehserie Kings spielte sie 2009 eine der Hauptrollen, die Königin Rose Benjamin.
Thompson besitzt einen Bachelor-Abschluss von der San Diego State University. Ihr Mann ist Professor an selbiger Universität.

## Filmografie (Auswahl)
- 1991: Palm Beach-Duo (Silk Stalkings, Fernsehserie, 1 Folge)
- 1992: Bis das ein Mörder uns scheidet (A Woman Scorned: The Betty Broderick Story)
- 1992: Im Herz der Lüge (Calendar Girl, Cop, Killer? The Bambi Bembenek Story)
- 1992: Ehekriege (Civil Wars, Fernsehserie, 2 Folgen)
- 1992–1993: Raumschiff Enterprise – Das nächste Jahrhundert (Star Trek: The Next Generation, Fernsehserie, 2 Folgen, verschiedene Rollen)
- 1993: Mord ohne Spuren (Bodies of Evidence, Fernsehfilm)
- 1993: Der Mord der unschuldigen Kinder (Slaughter of the Innocents)
- 1993: Akte X – Die unheimlichen Fälle des FBI (The X-Files, Fernsehserie, Folge 1x09 Besessen)
- 1993: Die Tragödie von Waco (In the Line of Duty: Ambush in Waco)
- 1994: L.A. Law – Staranwälte, Tricks, Prozesse (L.A. Law, Fernsehserie, 1 Folge)
- 1994: Der Preis der Rache (In the Line of Duty: The Price of Vengeance)
- 1994: MacShayne – Mord in Vegas (MacShayne: The Final Roll of the Dice)
- 1994: Kleine Giganten (Little Giants)
- 1994: Alien Nation: Dark Horizon
- 1994: A Promise Kept: The Oksana Baiul Story
- 1994: Eine fast perfekte Liebe (When a Man Loves a Woman)
- 1995: Dr. Quinn – Ärztin aus Leidenschaft (Dr. Quinn, Medicine Woman, Fernsehserie, 1 Folge)
- 1995: New York Cops – NYPD Blue (NYPD Blue, Fernsehserie, 2 Folgen)
- 1995: Star Trek: Deep Space Nine (Fernsehserie, Folge 4x06 Wiedervereinigt)
- 1996: America’s Dream
- 1996: Flucht aus Atlantis (Secrets of the Bermuda Triangle)
- 1996: Das Attentat (Ghosts of Mississippi)
- 1997: Conor, der Kelte (Roar, Fernsehserie)
- 1998: Das Grauen am See (The Lake, Fernsehfilm)
- 1998: Prey – Gefährliche Spezies (Prey)
- 1998: Players (Fernsehserie, 1 Folge)
- 1999: Begegnung des Schicksals (Random Hearts)
- 1999: Chicago Hope – Endstation Hoffnung (Chicago Hope, Fernsehserie, 1 Folge)
- 1999: Michael Hayes – Für Recht und Gerechtigkeit (Michael Hayes, Fernsehserie, 2 Folgen)
- 1999: The Caseys
- 2000: High Noon
- 1999–2000: Star Trek: Raumschiff Voyager (Star Trek: Voyager, Fernsehserie, 4 Folgen)
- 1999–2002: Noch mal mit Gefühl (Once and Again, Fernsehserie, 49 Folgen)
- 2002: Im Zeichen der Libelle (Dragonfly)
- 2002: Twilight Zone (The Twilight Zone, Fernsehserie, 1 Folge)
- 2003: Law & Order: New York (Law & Order: Special Victims Unit, Fernsehserie, Folge 5x03 Mütter)
- 2003: Still Life (Fernsehserie, 1 Episode)
- 2005: The Ballad of Jack and Rose
- 2005: Medical Investigation (Fernsehserie, 3 Folgen)
- 2005: Jack in Progress (Fernsehserie, 1 Folge)
- 2005: Hello (Kurzfilm)
- 2006: The Book of Daniel (Fernsehserie, 8 Folgen)
- 2006: CSI: Vegas (CSI: Crime Scene Investigation, Fernsehserie, Folge 6x14 Hass verjährt nie)
- 2006: Without a Trace – Spurlos verschwunden (Without a Trace, Fernsehserie, Folge 5x08 Der Spieler)
- 2006–2007, 2014–2015: Navy CIS (NCIS, Fernsehserie, 8 Folgen)
- 2007: American Pastime
- 2007: The Gathering – Tödliche Zusammenkunft (The Gathering)
- 2009: Kings (Fernsehserie, 13 Folgen)
- 2010: Cold Case – Kein Opfer ist je vergessen (Cold Case, Fernsehserie, 3 Folgen)
- 2012–2020: Arrow (Fernsehserie, 48 Folgen)
- 2016–2018: Timeless (Fernsehserie, 12 Folgen)
- 2017: Legends of Tomorrow (Fernsehserie, Folge 3x08)
- 2018: Ein ganz gewöhnlicher Held (The Public)
- 2021: Malignant
- 2023: Truth Be Told – Der Wahrheit auf der Spur (Truth Be Told, Fernsehserie, 5 Folgen)